# Porcellio lepineyi
Porcellio lepineyi är en kräftdjursart som beskrevs av Karl Wilhelm Verhoeff1937. Porcellio lepineyi ingår i släktet Porcellio och familjen Porcellionidae.

## Underarter
Arten delas in i följande underarter:
- P. l. alticolus
- P. l. lepineyi